# 尹智秀
尹智秀（韩语： Yoon Jisu，1993年1月24日—）生于釜山，是一名韩国女子击剑运动员，主攻佩剑。她的父亲尹学吉是一名前棒球选手。尹智秀最初练习跆拳道，但在中学时决定改练击剑。2011年，她进入东义大学体育学部就读。在取得学士学位后，她又进入國民大學修读体育心理学专业。